# Pangaio
Pangaio (griego: Παγγαίο) es un municipio de la República Helénica perteneciente a la unidad periférica de Kavala de la periferia de Macedonia Oriental y Tracia.
El municipio se formó en 2011 mediante la fusión de los antiguos municipios de Eleftherés, Eleftheroúpoli (la actual capital municipal), Orfani, Pangaio y Piereís, que pasaron a ser unidades municipales. El municipio tiene un área de 701,4 km², de los cuales 79,6 pertenecen a la unidad municipal de Pangaio.
En 2011 el municipio tenía 32 085 habitantes, de los cuales 4251 vivían en la unidad municipal de Pangaio.
Su término municipal comprende el tramo de costa ubicado entre Kavala y el noreste de la península Calcídica. En el norte del término municipal se ubica el monte Pangeo, que da nombre al municipio.